# Box Car Racer
A Box Car Racer egy amerikai együttes.
2002-ben Tom DeLonge, a Blink-182 tagja hátsérülése miatt az együttes szüneteltette a stúdiómunkákat és az évi turnéját. Ez idő alatt a tagok több időt tudtak eltölteni a családjukkal. Mivel Tom szívéhez nagyon közel állt a zenélés, írt néhány dalszöveget amiket átolvasva rájött hogy nem igazán illik a Blink-182 stílusához, ezért, miután felépült, megalapította a Box Car Racert, aminek tagjai Travis Barker (dob), David Kennedy (gitár), Anthony Celestino (basszusgitár), Tom DeLonge (gitár, ének). Ezután kiadták első és egyben utolsó albumukat, Box Car Racer címen. Egy turnésorozat után Tomnak hiányzott a Blink-182, ezért feloszlatta a Box Car Racert.

## A név eredete
Travis Barker mindig kedvelte a  Box Car Racer nevet. Tom Delonge azonnal beleszeretett ebbe a névbe. Később rájött, hogy ez annak a B-29 bombernek a neve, ami a II. világháborúban ledobta az atombombát Nagaszakira. A repülőgép neve Bockscar volt, de ők ezt máshogy betűzték le, mondta Tom egy interjúban.[forrás?] Tom mindenképpen egy háromszavas nevet akart és ezért a végső név Box Car Racer lett.

## Tagok
- Tom DeLonge – vokál, gitár, basszusgitár (2002-2003)
- Travis Barker – dobok, ütősök, billentyűsök, zongora (2002-2003)
- David Kennedy – gitár, vokál (2002-2003)
- Anthony Celestino – basszusgitár (2002-2003)
- Mark Hoppus – vokál (az Elevator című számban)

## Kislemezek
| Év                                                  | Cím         | Szám ranglistán való helye | Szám ranglistán való helye | Szám ranglistán való helye | Szám ranglistán való helye | Album         |
| Év                                                  | Cím         | US Hot 100                 | US Modern Rock             | US Pop 100                 | Brit kislemezlista         | Album         |
| --------------------------------------------------- | ----------- | -------------------------- | -------------------------- | -------------------------- | -------------------------- | ------------- |
| 2002                                                | "I Feel So" | 120                        | 8                          | —                          | 41                         | Box Car Racer |
| 2003                                                | "There Is"  | —                          | 32                         | —                          | —                          | Box Car Racer |
| a "—" azt jelenti hogy nem került fel a ranglistára |             |                            |                            |                            |                            |               |

## Video Klipek
| Év   | Cím         | Rendező                         |
| ---- | ----------- | ------------------------------- |
| 2002 | "I Feel So" | Nathan "Karma" Cox, Tom DeLonge |
| 2003 | "There Is"  | Alexander Kosta                 |